# Фрумиъс Бендърснач
Фрумиъс Бендърснач е психеделична рок група, основана в края на 60-те години на XX век. Групата носи името на герой от поемата на Луис Карол Jabberwocky. Активна е от 1967 до 1969 година. Първоначалното им EP, състоящо се от три песни, води до ъндърграунд хита Hearts to Cry. Звукозаписната компания „Биг Бийт“ продуцира записването на концертната им изява A Young Man's Song.